# Slaná
Obec Slaná se nachází v České republice, Libereckém kraji, okrese Semily, asi dva kilometry jihovýchodně od města Semily. Žije zde 682 obyvatel. Obec spadá pod historickou zemi Čechy, na hranici dvou historických oblastí – Horního Pojizeří na severu a Podkrkonoší na jihu. Přísluší do historického regionu Semilska.

## Historie
První doložení majitelé území severních Čech a v něm i pozdějšího semilského panství jsou Markvarticové, kteří toto území obývali již od 11. stol., kdy ho dostali za služby od tehdy vládnoucího rodu Přemyslovců. Není zcela jasné, jestli byli Germánského či Slovanského původu. Markvarticové na tomto území zakládali hrady, městečka a kláštery. Později se jednotlivé rodové větve začaly pojmenovávat podle svých sídel – např. Lemberkové, Páni ze Zvířetic, Vartenberkové, Valdštejnové apod.
Jedna z těchto rodových větví – Valdštejnové – měla ve vlastnictví vznikající městečko Lomnice nad Popelkou (o kterém je první písemná zmínka z roku 1308, existovalo však jistě již od 13. stol.), které ale pravděpodobně Zdeněk z Valdštejna prodal jistým Košíkům z Lomnice. To pravděpodobně byl rod nižších rytířů. O nich je známo jen velmi málo, zůstali však v držení Lomnice a jejího panství až do konce 15. stol.
Obec Nedvězí, která je nejstarší z obecních částí dnešní obce Slaná a o které je první zmínka z roku 1322, se pravděpodobně nacházela na pozemcích, odprodaných rodu Košíků z Lomnice. Hned za hranicí těchto pozemků, již ale na území patřícím rodu Lemberků, vznikala, nebo již existovala osada Slaná, o které je první zmínka z roku 1430. Obec Slaná tehdy s velkou pravděpodobností patřila do panství Semily.
Semily původně patřily pánům z Lemberka, první doložený majitel je Hašek z Vamberka r. 1395, jím ale rod Lemberků vymřel po meči a Semily dědí Jarek ze Železnice, který byl synem dcery Haška z Lemberka Bolky z Lemberka. Po něm je dědí i jeho syn Vaněk Václav z Pecky, který je posledním mužem svého rodu, a jeho dcera Kateřina z Pecky si bere jistého Protivu z Rožmitálu, čímž tomu připadá panství Semily. Po jeho smrti panství Semily připadá jeho bratru Lvu z Rožmítálu. Po jeho smrti není jasné, kdo Semily vlastnil, ale počátkem 16. stol. jsou jako vlastníci Semil připomínáni Valdštejnové. Konkrétně Jindřich z Valdštejna (1481–1528), který byl prapravnuk Heníka z Valdštejna. Ten pravděpodobně Semily prodal Janu Svojanskému z Boskovic. Ten umírá roku 1542 a Semilsko, pravděpodobně jako část nesplaceného dluhu, připadne Zikmundu Smiřickému ze Smiřic, rod Smiřických měl Semily v dědičném vlastnictví až do roku 1618, kdy umírá Albrecht Jan ze Smiřic. Jelikož byl jedním z vůdců protestantských stavů, byl po jeho smrti majetek zkonfiskován. Majetek Smiřických byl králem darován Albrechtu z Valdštejna, který je připojil ke svému panství. Do toho tou dobou patřilo i panství Lomnické, které po Košících z Lomnice, kteří vymřeli po meči, získal zpět rod Valdštejnů. Lomnické a Semilské panství tedy bylo poprvé od 14. stol majetkem jednoho vlastníka. Ne nadlouho – Valdštejn Semilské panství roku 1624 postoupil jistému Františku Clayrovi, šlechtici italského původu. Podle jiných zdrojů Františku Clayrovi připadlo až po Valdštejnově smrti r. 1634.
Od něj poté Semilské panství kupuje Mikuláš Desfours, jehož potomci je vlastní až do roku 1748. Z doby jeho vlastnictví pochází první zmínka o Suticích – je z roku 1635.
Lomnické panství po smrti Albrechta z Valdštejna, přechází do vlastnictví Jana Viktorína z Valdštejna, který ho prodává roku 1654 majiteli Vrchlabského panství Pavlu z Morzinu, Morzinové vlastnili Lomnické panství až do roku 1796. Tehdy ho prodávají neurozenému obchodníkovi Ignáci Falgeovi.
Rod Desfourů prodává semilské panství roku 1748 Františkovi Václavu Carreto-Millesimovi, italskému šlechtici. Z té doby pochází první písemné zmínky o osadách Světlé a Hořensku – z roku 1790 resp. 1720. Rod Millesimů Semilské panství vlastní až do roku 1810, kdy ho prodává nešlechticovi Jakubu Veithovi.
Od těchto nešlechticů kupuje Lomnické (roku 1834) i Semilské (roku 1824) panství francouzský kníže Karel Alain Gabriel Rohan. Rodina Rohanů v tomto regionu zůstává aktivní i po zrušení poddanství  až do druhé světové války. Zrušením poddanství v r. 1848 došlo k změně administrativního systému, byla upravena organizace veřejné správy. Lomnice i Semily a okolní vesnice získaly správu do svých rukou.

## Moderní doba
Významnější rozvoj obce Slaná přichází v průběhu 19. století společně s průmyslovou revolucí. Lokalita Slané, stejně jako většina severočeského venkova, nepředstavovala hospodářsky zajímavou oblast. V oblasti Slané vynikalo drobné zemědělství provozované zdejšími chudými rolníky a pěstování a zpracovávání lnu pro textilní využití. Zdejší zemědělská výroba se od šedesátých let 19. století soustředí na chov dobytka. Tento trend začal založením JZD Nedvězí roku 1958, v roce 1960 rozšířené i o zemědělce ze Slané, Hořenska a Bořkova a přejmenované na JZD Slaná. Mezi starší za zmínku stojící hospodářské stavby je možné zařadit dva mlýny. Na Nedvězském potoku a na Olešce, oba u soutoku zmíněných vodních toků. Oba dodnes stojí a jsou využívány jako obytné stavby. V průběhu 19. století zde vznikly dvě tkalcovny – ve Slané a v Bořkově. Tkalcovny v lokalitě navazují na tradici zpracovávání lnu pro textilní výrobu.
Rozvoji lokality bezpochyby prospěla železnice. Trať Pardubice – Liberec byla budována mezi lety 1856–1859 společností Jiho-severoněmecké spojovací dráhy (Süd Norddeutsche Verdindungsbahn – SNDVB). Úsek mezi Jaroměří a Turnovem, procházející obcí Slaná, byl otevřen roku 1858. Nejbližší stanicí byla stanice Semily, vzdálená zhruba dva kilometry severně od Slané. Svou vlastní zastávku, pojmenovanou podle nejbližší obecní části Nedvězí, získala Slaná až o 65 let později – otevřena byla 1. 11. 1923. 

## Pamětihodnosti
Památkovou hodnotu mají chalupy č.p. 43 ve Slané a č.p. 45 v Bořkově, které jsou kulturní památkou. Vystavěné byly v druhé polovině 18. století a poskytují pěkný autentický příklad domu podkrkonošského typu.
Slaná (přesněji Hořensko) je také rodnou obcí malíře, grafika a ilustrátora Vladimíra Komárka (1928-2002), jeho dům, tzv. Komárkova vila stojí dodnes vedle vlakové zastávky v Nedvězí. 

## Části obce
- Slaná
- Bořkov
- Hořensko
- Nedvězí
- Sutice
- Světlá